# Lepisorus subrostratus
Lepisorus subrostratus là một loài dương xỉ trong họ Polypodiaceae. Loài này được C. Chr. & Tardieu mô tả khoa học đầu tiên.
Danh pháp khoa học của loài này chưa được làm sáng tỏ. 